# Энциклопедия военных и морских наук
Энциклопедия военных и морских наук (ЭВМН) — отраслевая российская энциклопедия. Составлена под главной редакцией генерал-лейтенанта Г. А. Леера, заслуженного профессора Николаевской академии Генерального штаба.

## История издания
В середине XIX века был напечатан «Военный энциклопедический лексикон» (1-е издание под редакцией генерал-лейтенанта барона Л. И. Зедделера выпущено в 1837—1852 годах, 2-е дополненное издание под редакцией генерал-лейтенанта М. И. Богдановича выпущено в 1852—1858 годах).
В начале 1880-х годах Военное министерство сочло своевременным переработать «Лексикон» как сильно устаревший в важнейших, тактической и технической, частях. Данная работа была поручена большому коллективу сотрудников, временами доходящему до 70 человек, во главе которого стоял Г. А. Леер. Ядро сотрудников составили профессора академий Генерального штаба, артиллерийской и инженерной, Санкт-Петербургского университета и сотрудники Эрмитажа, Публичной библиотеки, Артиллерийского музея. Среди них особо выделяются Н. П. Глиноецкий, Н. Ф. Дубровин, П. О. Смоленский, Л. Н. Соболев, П. М. Альбицкий, Н. Е. Бранденбург, В. А. Сухомлинов, А. Ф. Редигер, Ф. Ф. Мартенс.
Провозглашённой целью «Энциклопедии» являлось полное освещение всех военных явлений в области науки, техники и боевой практики за 25 лет, прошедших со времени напечатания «Лексикона», а с другой — в сильной степени сокращённое, в видах возможного удешевления, чтобы сделать издание, по цене доступным для каждого офицера.
Такого рода задача поставлена редакции Военным министерством; при этом предложено заменить «Лексикон» (состоявший из 14 томов, общим объёмом в 630 печатных листов) новым изданием, с тем чтоб оно, по объёму, не превышало прежнего.
В силу этого основного, руководящего условия, редакция задалась целью в предлагаемой «Энциклопедии военных и морских наук», дать каждому военному, по-возможности сокращённо, в краткой справочной форме все сведения, которые могут потребоваться от него как в служебной деятельности, так и в трудах на военно-учёном поприще, в виде общих сведений и указаний для дальнейшей самостоятельной разработки того или другого вопроса.
Но чтобы поставленное свыше требование сокращения не повредило внутреннему содержанию издания, редакция руководствовалась следующими соображениями.
1. Так как нет предмета, который не входил бы в область военного дела, или не относился бы к нему более или менее, то касаться каждого следует из них лишь настолько, насколько это требуется его непосредственной связью с военным и морским делом.
2. В разделах «Энциклопедии» собственно военных все сведения приводить лишь настолько подробно, насколько это требуется сущностью дела, и притом в возможно сжатой форме.
3. He опуская из вида, при изложении военных вопросов, общей научной точки зрения, держаться, главным образом, отечественной, и на этом основании подробнее рассматривать только факты, относящиеся к боевой деятельности русской армии; остальные же излагать возможно кратко, причём, к вопросам и событиям, наиболее замечательным в военно-научном отношении, прилагать краткий библиографический указатель, которым читатель мог бы воспользоваться для дальнейшего самостоятельного изучения их.

Также редакция была вынуждена отказаться от чертежей, планов и карт, а также от мелких статей, информация из которых должна была включаться более крупные статьи по вопросам объединяющим связанные понятия. Решено было использовать значительное число аббревиатурных сокращений.
Первоначально «Энциклопедию» предполагалось издать в пяти томах, каждый том объёмом в 40 печатных листов. Однако ввиду совершенной невозможности уместить в заданные параметры требуемый массив информации уже после выхода первого тома было принято решение увеличить издание до восьми томов.
Первый том вышел в 1883 году, восьмой — в 1897 году. Каждый том состоял из четырёх выпусков; издание некоторых томов растягивалось на два года.
Будущий военный министр А. Ф. Редигер вспоминал о своей работе над «Энциклопедией»:

В начале 1880 года я взялся за одну частную литературную работу. Наш профессор, генерал Леер, затеял издание «Энциклопедии военных и морских наук», редактором военно-административного отдела был Газенкампф, который и передал мне всю работу по составлению статей и сам лишь просматривал их. При отсутствии тогда сочинений по истории нашей армии, мне приходилось по самым пустым вопросам рыться в библиотеке и в архиве Главного штаба. Работу эту я продолжал (с перерывами) до 1897 года, причём написал не менее 250—300 статей. Оплачивался этот труд удивительно скудно (сто рублей за лист в сто тысяч букв сжатого изложения, при сокращении почти всех слов), и прав был генерал Демьяненков, сказавший однажды Лееру, что Энциклопедия «доказывает готовность офицеров Генерального штаба работать бескорыстно». За всё время я в «Энциклопедии» заработал около девятисот рублей.

## Содержание по томам
- Том I. СПб., 1883. Аахенский конгресс — Бюрней.
- Том II. СПб., 1885. Вавилонское царство — Гюнинген.
- Том III. СПб., 1888. Давление пара — Иудейские войны.
- Том IV. СПб., 1888—1889. Кабаль — Ляхово.
- Том V. СПб., 1891. Маансельке — Пещеры.
- Том VI. СПб., 1892—1893. Пиаве — Русско-турецкая война 1806—12 гг.
- Том VII. СПб., 1894—1895. Русско-турецкая война 1828—29 гг. — Тяжущиеся.
- Том VIII. СПб., 1897. Уайт-Хауз — Өукидид.